# Кладофора
Кладо́фора (лат. Cladophora) — род сифонокладальных зелёных водорослей из класса ульвофициевых. Представители распространены в морских, солоноватых и пресных водах, где зачастую доминируют в составе перифитона, образуя массы тины. Устойчивы к воздействию растительноядных организмов. Ранее в составе кладофор рассматривали эгагропилу Линнея, широко используемую в аквариумистике.

## Строение
Талломы кладофор представляют собой длинные разветвлённые нити, состоящие из одного ряда крупных клеток, в длину нередко достигающих 0,3 мм. Это очень напоминает нитчатую форму организации таллома, однако изначально он закладывается как сифональный, но позже всё-таки формируются перегородки. В итоге путём слияния образуются многоядерные клетки. Такой тип организации называется сифонокладальный и он уникален для порядка Кладофоровые. У вида Cladophora vanderhoekii слагающие нити клетки в длину доходят до 0,7—1,25 мм (при ширине 0,5—0,7 мм). Новые ветви закладываются путём образования выростов («почкования») субапикальной клетки. Частота ветвления определяется условиями среды, в частности скоростью течения. Деление ядер и образование перегородок между клетками происходят асинхронно, так что каждая составляющая нить клетка (сегмент) представляет собой многоядерный ценоцит.
Клеточная стенка довольно толстая (до 15 % от массы растения), составлена преимущественно целлюлозой. На поверхности клеточной стенки некоторых видов (Cladophora rupestris, Cladophora glomerata) выявлен электронно-плотный слой, по некоторым предположениям, имеющий белковую природу.

## Жизненный цикл
Бесполое размножение кладофор осуществляется путём образования зооспор в специализированных терминальных сегментах-зооспорангиях. Для ряда видов описано половое размножение (в форме изогамии), наблюдающееся в этих случаях чередование поколений изоморфное: гаплоидные гаметофиты внешне сходны с диплоидными спорофитами. Представители этого рода также способны переносить неблагоприятные условия в форме акинет, представляющих собой базальную (прикреплённую к субстрату) часть вегетативного таллома.
В 2017 году в ряде районов побережья Азовского моря наблюдалось массовое размножение кладофор.

## Таксономия
Традиционные представления о родственных отношениях кладофор основаны на морфологических данных и в настоящее время пересматриваются с использованием методов молекулярной филогенетики. Выявлено, что род в традиционном понимании представляет собой парафилетический таксон по отношению к некоторым нитчатым и сифонокладальным формам.